# Terrorcore
Terrorcore is een subgenre van hardcore techno dat zich onderscheidt door extreem hoge snelheden, agressieve geluiden en een rauwe, vaak duistere esthetiek. Het genre ontstond in de vroege jaren 1990 in de hardcore- en gabberscene in Nederland en verspreidde zich al snel naar andere delen van Europa, met name Frankrijk en Duitsland.

## Kenmerken
Terrorcore wordt gekenmerkt door:
- Zeer hoge BPM (200 tot meer dan 500)
- Vervormde kickdrums
- Samples uit horrorfilms, oorlogsgeluiden of andere gewelddadige bronnen
- Een lo-fi of industriële productiestijl

## Geschiedenis
Terrorcore ontwikkelde zich vanuit de gabber- en early hardcore-scene. Artiesten experimenteerden met hogere snelheden en intensere klanken. In de tweede helft van de jaren 1990 en begin 2000 werd het genre verder ontwikkeld door labels zoals Mokum Records, Psychik Genocide en Deathchant.
Frankrijk werd een belangrijk centrum voor terrorcore met collectieven zoals Audiogenic en artiesten als Radium en The Speed Freak. In Nederland groeide het genre verder via artiesten als Noisekick en feesten zoals Noisekick's Terrordrang.

## Bekende artiesten
- DJ Skinhead
- The Speed Freak
- Radium
- Noisekick
- Hellfish
- DJ Plague
- Akira
- Lenny Dee

## Labels
- Mokum Records
- Psychik Genocide
- Audiogenic
- Deathchant
- PRSPCT

## Evenementen
Terrorcore is een niche binnen grotere hardcore-evenementen, met aparte stages of line-ups:
- Thunderdome
- Dominator Festival
- Masters of Hardcore
- Footworxx